# Dysdera spinicrus
Dysdera spinicrus là một loài nhện trong họ Dysderidae.
Loài này thuộc chi Dysdera. Dysdera spinicrus được Eugène Simon miêu tả năm 1882.